# Sidi Hajjaj Oued Hassar
Sidi Hajjaj Oued Hassar (en àrab سيدي حجاج واد حصار, Sīdī Ḥajjāj Wād Ḥaṣṣār; en amazic ⵙⵉⴷⵉ ⵃⵊⵊⴰⵊ ⵡⴰⴷ ⵃⵚⵚⵕ) és una comuna rural de la província de Médiouna, a la regió de Casablanca-Settat, al Marroc. Segons el cens de 2014 tenia una població total de 20.349 persones.